# Aquaforte
Aquaforte is een gemeente (town) in de Canadese provincie Newfoundland en Labrador. De gemeente ligt aan de zuidoostkust van het eiland Newfoundland.

## Geschiedenis
In 1972 werd het dorp een gemeente met de status van local government community (LGC). In 1980 werden LGC's op basis van de Municipalities Act als bestuursvorm afgeschaft. De gemeente werd daarop automatisch een community om een aantal jaren later uiteindelijk een town te worden.

## Geografie
Aquaforte ligt aan de oostkust van het schiereiland Avalon, in het uiterste zuidoosten van Newfoundland. De gemeente bevindt zich aan een inham van de Atlantische Oceaan en grenst in het oosten aan Ferryland. Aquaforte ligt langs provinciale route 10 op 3,5 km ten noorden van Fermeuse.

## Demografie
Het inwoneraantal van Aquaforte schommelde van de jaren 50 tot en met de jaren 80 van de 20e eeuw steeds ruwweg rond de 200. Sinds de jaren 90 is de plaats demografisch gezien, net zoals de meeste kleine dorpen op Newfoundland, echter stevig aan het krimpen. Tussen 1991 en 2021 daalde de bevolkingsomvang van 188 naar 74. Dat komt neer op een daling van 60,6% in dertig jaar tijd.
- Bron: Statistics Canada (1951–1986[1], 1991–1996[3], 2001–2006[4], 2011–2016[5], 2021[6])